# 舞蹈链
在计算机科学中, 舞蹈链（Dancing Links), 也叫 DLX, 是由 Donald Knuth 提出的数据结构，目的是快速实现他提出的的 X算法. X算法是一种递归算法，时间复杂度不确定, 深度优先, 通过回溯寻找精确覆盖问题所有可能的解。有一些著名的精确覆盖问题，包括铺砖块，八皇后问题，数独问题。
名字来自于这个算法的工作方式，算法中的迭代让链接与同伴链接"跳舞"，很像“精心编排的舞蹈”。 Knuth 归功于 Hiroshi Hitotsumatsu 与 Kōhei Noshita 在1979的研究 , 但是Knuth的论文让舞蹈链流行。

## 算法实现
文章的剩余部分讨论这种算法在Algorithm X中的应用，强烈建议读者先阅读 X算法 。

### 主要思想
舞蹈链的主要思想来自于 双向链表
```
x.left.right ← x.right;
x.right.left ← x.left;
```

以上代码会从链表中移除x元素
```
x.left.right ← x;
x.right.left ← x;
```

以上代码会恢复x元素在链表中的位置（如果x的左侧元素和右侧元素没有变的话）。不管链表中有多少个元素，就算只有一个，算法也可以工作。
Knuth 发现用朴素算法实现Algorithm X会花费大量的时间来搜索1。当要选择一列的时候，要搜索整个矩阵来找到1。当选择一行的时候，需要在整列中搜索1。为了把搜索时间从 complexity O(n) 降到 O(1)， Knuth 使用了一个 稀疏矩阵 ，只存放所有1 的位置。
无论何时，矩阵中的每个节点都会与左边和右边的节点（原始矩阵中的1的位置）、上面和下面（原始矩阵中同一列的1），以及列头连接。每一行和每一列都会形成一个双向链表。

### 链表头
每一列都会有特殊的，叫做“列头”的节点，作为列表中的一部分。列头形成了特殊的一行，（“控制行”）包括了原始矩阵中还存在的每一列。
最后，每一列的头会记录这一列中节点的个数，我们可以用这些信息来定位节点最少的一列，只花费complexity O(n) 的时间复杂度。 （而不是O(n×m)），这里的n指的是列的个数，m指的是行的个数。选择节点最少的一列来进行搜索在一些情况下可以提高性能，但不是每个问题中都需要这么做。

### 搜索
在 Algorithm X中，行与列是按照规则生成的，存储着原始矩阵。每次移除一列以及那列中的一行。如果选中的列没有包括任何行，当前的矩阵是无解的，必须回溯。当移除元素时，每一列中与那一行有交叉点的（原始矩阵中的1）都会被移除。列被移除了，因为他们已经被填满，行被移除是因为他们与指定的列有冲突。要移除某一列，要先移除那列的头，接着，遍历所有与这一列有交集的行，把那行与其他行的交点都去掉（这样阻止了这些列与当前列的冲突）。对包含1的列重复这样的列移除操作。这样的做法保证每个节点只被移除一次，并且按照顺序，这样就可以正确地回溯了。如果代入过程的矩阵没有任何的行，那么这已经被填满，选中的列就是一个解。

### 回溯
要回溯，之前的操作需要反过来做一遍，使用刚才提到的第二个算法。Knuth 的论文给了一个清晰的这两个操作的关系以及移除、恢复操作的具体方式，并放宽了要求。

### 有可能出现的制约因素
算法也可以解决一个特定的约束是可选的覆盖问题，但是可以满足最多一次。 舞蹈链接可容纳这些必须填充的主要列，次要列是可选的。 这将算法的解决方案测试从没有列的矩阵改变为没有主列的矩阵，并且如果正在使用列中1最少的启发式搜索，那么只需在主列中检查。 Knuth讨论了应用于n皇后问题的可选约束。 棋盘对角线表示可选的约束，因为一些对角线可能不被占用。 如果一个对角线被占用，它只能被占用一次。

## 外部連結
- A distributed Dancing Links implementation as a Hadoop MapReduce example
- C# implementation of an Exact Cover solver （页面存档备份，存于） - uses Algorithm X and the Dancing Links trick.
- DlxLib NuGet package （页面存档备份，存于） - a C# class library that implements DLX